# Lista de prefeitos de Armação dos Búzios
Esta é a lista de prefeitos do município de Armação dos Búzios, estado brasileiro do Rio de Janeiro.
| Nº | Nome                                            | Imagem                               | Partido                                          | Início do mandato      | Fim do mandato                          | Observações                           |
| 1  | Delmires de Oliveira Braga, Mirinho Braga       |                                      | Partido Democrático Trabalhista PDT              | 12 de novembro de 1995 | 31 de dezembro de 1996                  | Sub-prefeito nomeado                  |
| 1  | Delmires de Oliveira Braga, Mirinho Braga       | 1º de janeiro de 1997                | Partido Democrático Trabalhista PDT              | 31 de dezembro de 2000 | Prefeito eleito em sufrágio universal   |                                       |
| 1  | Delmires de Oliveira Braga, Mirinho Braga       | 1º de janeiro de 2001                | Partido Democrático Trabalhista PDT              | 31 de dezembro de 2004 | Prefeito reeleito em sufrágio universal |                                       |
| 2  | Antônio Carlos Pereira da Cunha, Toninho Branco |                                      | Partido do Movimento Democrático Brasileiro PMDB | 1º de janeiro de 2005  | 31 de dezembro de 2008                  | Prefeito eleito em sufrágio universal |
| 3  | Delmires de Oliveira Braga                      |                                      | Partido Democrático Trabalhista PDT              | 1º de janeiro de 2009  | 31 de dezembro de 2012                  | Prefeito eleito em sufrágio universal |
| 4  | André Granado Nogueira da Gama                  |                                      | Partido Social Cristão PSC                       | 1º de janeiro de 2013  | 31 de dezembro de 2016                  | Prefeito eleito em sufrágio universal |
| 4  | André Granado Nogueira da Gama                  | Movimento Democrático Brasileiro MDB | 1º de janeiro de 2017                            | 31 de dezembro de 2020 | Prefeito reeleito em sufrágio universal |                                       |
| 5  | Alexandre de Oliveira Martins                   |                                      | Republicanos                                     | 1º de janeiro de 2021  | 31 de dezembro de 2024                  | Prefeito eleito em sufrágio universal |
| 5  | Alexandre de Oliveira Martins                   | 31 de janeiro de 2025                | Republicanos                                     | Atualidade             | Prefeito reeleito em sufrágio universal |                                       |

Legenda
| cor   | significado                                                                                  |
| verde | mandatários eleitos por votação direta ou indireta (pela câmara municipal)                   |
| bege  | mandatários nomeados diretamente pelo governo central em épocas de convulsão político-social |